# Atrichops fontinalis
Atrichops fontinalis är en tvåvingeart som först beskrevs av Akira Nagatomi 1958.  Atrichops fontinalis ingår i släktet Atrichops och familjen bäckflugor. Inga underarter finns listade i Catalogue of Life.